# Clavija lancifolia
Clavija lancifolia är en viveväxtart. Clavija lancifolia ingår i släktet Clavija och familjen viveväxter.

## Underarter
Arten delas in i följande underarter:
- C. l. chermontiana
- C. l. lancifolia